# ObjectARX
ObjectARX是一个用于定制和扩展AutoCAD的API，由Autodesk发布的ObjectARX软件开发工具包（SDK）免费提供。ObjectARX SDK主要由C++头文件和库组成，可用于构建动态链接库（DLL），这些DLL可以加载到AutoCAD进程中，并与其直接交互。ObjectARX模块使用扩展名.arx和.dbx，而不是更常见的.dll。
ObjectARX是众多AutoCAD API中功能最强大的，同时也是最难掌握的一种。ObjectARX SDK的典型受众包括作为商业应用程序开发者的专业程序员，或在使用AutoCAD的公司内部担任开发工作的程序员。
每次AutoCAD发布新版本时，都会发布对应版本的ObjectARX SDK。使用特定版本SDK构建的ObjectARX模块通常只能运行在与其对应的AutoCAD版本中。ObjectARX SDK的最新版本通过提供本机对象和函数的托管包装类，支持.NET平台。
通过ObjectARX API提供的本机类和库也在AutoCAD代码内部被使用。由于与AutoCAD本身紧密关联，这些库对编译器有严格的要求，仅能与Autodesk用于构建AutoCAD的编译器兼容。历史上，这要求ObjectARX开发者使用各种版本的Microsoft Visual Studio，不同版本的SDK需要匹配不同版本的Visual Studio。
尽管ObjectARX是AutoCAD特有的API，但开放设计联盟在2008年宣布了一种名为DRX的新API（包含在其DWGdirect库中），试图在使用DWGdirect库的产品（如IntelliCAD）中模拟ObjectARX API。